# Langelot agent secret
Langelot agent secret est le premier roman de la série Langelot, écrite par le Lieutenant X. Il est paru pour la première fois en 1965, dans la Bibliothèque verte, sous le numéro 284. L'épisode suivant est Langelot et les Espions.

## Principaux personnages
- Langelot (alias « Auguste Pichenet ») : stagiaire à l'école du SNIF. Orphelin de père et de mère, s'engage dans l'armée à dix-huit ans. Blond, 1,68 m, mince, « traits menus mais durs », yeux bleus. Pratique l'équitation, le judo et la natation.
- Capitaine Montferrand (alias Roger Noël) : chef de la section Protection du Service national d'information fonctionnelle. Il recrute Langelot dans son service. Marié, il habite 8, rue Fantin-Latour à Paris. Sa jambe gauche est artificielle.
- « Snif » : général, chef du Service National d'Information Fonctionnelle. Il commande environ « un millier d'agents »[1]. Son identité est inconnue. La fin du roman révèle qu'il est le père de Delphine Ixe.
- Delphine Ixe (alias « Corinne Levasseur ») : stagiaire à l'école du SNIF. Elle est la fille du chef de ce service secret français, ce que tout le monde ignore. Elle a les cheveux châtains et les yeux verts.
- Roland  Dartigues (alias « Gil Valdez ») : ex-inspecteur de la DST, stagiaire à l'école du SNIF. Brun au teint mat.
- Colonel Henri Moriol : membre expérimenté des services secrets français, commandant de l'école du SNIF embarquée sur le Monsieur de Tourville.
- Capitaine Ruggiero : membre expérimentée des services secrets français, instructrice à l'école du SNIF, car trop connue des services secrets étrangers[2]. Rousse, belle, aux longs cils.
- Jean Braun (alias « Bertrand Bris ») : stagiaire à l'école du SNIF. Ancien légionnaire d'origine alsacienne. Très grand et blond.
- Nicole Buys : stagiaire à l'école du SNIF.
- Christine Barbier : stagiaire à l'école du SNIF.
- Pierre Comte : stagiaire à l'école du SNIF.
- Lieutenant-colonel Brusquet : officier enquêteur du SDECE (un autre service secret français) envoyé pour enquêter sur le navire-école du SNIF. Maigre, sec, petite moustache, lunettes.
- Alex Groggy : animateur du jeu radiophonique La Bourse et la Vie.
- Jimmy Gluck : vedette de la chanson.
- M. Sausson : candidat au jeu La Bourse et la Vie.
- Mlle Listrac : candidate au jeu La Bourse et la Vie.

## Résumé
Langelot, un orphelin de dix-huit ans, décide de s'engager dans l'armée française. Ses résultats obtenus aux tests de recrutement le qualifient pour y entrer en tant que « documentaliste ». Cependant Roger Noël, qui représente le SNIF - un nouveau service secret français dont l'existence vient à peine d'être découverte par l'étranger - rechigne à embaucher ce « petit garçon » blondinet au tempérament plutôt indépendant.
Lors d'un second entretien, Langelot étonne Roger Noël en révélant la véritable identité de l'officier : le capitaine Montferrand. Celui-ci décide alors de lui donner une chance de prouver sa valeur. Langelot embarque à bord d'un autocar, puis d'un hélicoptère, à destination de la mystérieuse école des agents du SNIF, un navire : le Monsieur de Tourville.
Langelot y suit sa formation d'agent secret, durant une année. Il y retrouve le capitaine Montferrand, adjoint du nouveau commandant de l'école. Il découvre et assimile les techniques de son futur métier. Il noue des amitiés solides avec de futurs camarades.
Durant celle formation, il se trouve confronté à un complot visant à couler le navire-école.

## Publications
- 1965 - Hachette, Bibliothèque verte (français, version originale). Illustré par Maurice Paulin.
- 1967 - Egmont Franz Schneider (Allemand : Geheimagent Lennet wird ausgebildet - L'agent secret Lennet est formé). Illustration par Walter Rieck
- 1975 - Hachette, Bibliothèque verte. Illustré par Maurice Paulin.
- 1976 - Hachette, Bibliothèque verte. Illustré par Maurice Paulin.
- 1979 - Hachette, Bibliothèque verte. Illustré par Maurice Paulin.
- 1985 - Egmont Franz Schneider (Allemand : Geheimagent Lennet wird ausgebildet - L'agent secret Lennet est formé).
- 1990 - Egmont Franz Schneider (Allemand : Geheimagent Lennet wird ausgebildet - L'agent secret Lennet est formé).
- 1998 - Hachette, Bibliothèque verte. Nouvelle couverture de Pierre-Olivier Vincent, édition non illustrée.
- 2000 - Éditions du Triomphe (français, texte original), nouvelle couverture, non illustré.

## Autour du roman
- Dans ce roman, le héros Langelot rencontre pour la première fois le capitaine Montferrand, qui deviendra son supérieur direct dans les romans suivants - ainsi que Delphine Ixe, alias Corinne, qui sera plus tard l'héroïne de sa propre série de romans.
- Le nom du navire école du Service National d'Information Fonctionnelle, Monsieur de Tourville, tire sans doute son nom du marin Anne Hilarion de Costentin de Tourville. Le principal service secret français d'avant-guerre, le Service de Renseignement et la Section de centralisation du renseignement (contre-espionnage), ou SR-SCR, avait son siège au 2 bis Avenue de Tourville, à Paris, de 1932 à 1940[3].
- Le R.A.P est un mode d'organisation des services d'espionnage et de contre-espionnage qui signifie « Renseignement, Action, Protection ».
- Johnny Hallyday fait une courte apparition (parodique) sous le nom de Jimmy Gluck, alors que Langelot s'invite dans une émission de radio populaire pour tenter de communiquer à ses camarades l'identité du traître à bord de leur navire-école.
- Le roman inclut au chapitre 17 une parodie amusante des jeux radiophoniques des années 1960.
- Alors qu'il s'agit d'une école d'officiers, le terme militaire d'élève-officier n'est jamais utilisé dans les pages de ce roman ; les élèves s'entraînent sous les noms de leurs couvertures, civiles, qui leur sont attribués.